# けちんぼども
『けちんぼども』（Kitāb al-Bukhalā', アラビア語: (البُخلاء）は、アッバース朝時代の文人ジャーヒズの著書。日本語表記には『けちんぼ物語』や『けちんぼどもの書』もある。けち（吝嗇）にまつわる逸話が集められており、有名人物から市井の人物までさまざまな人々のけちが語られている。ジャーヒズは幅広い読者層に向けて読みやすい文体で書き、読者の興味をひくために他では知られていない逸話を選んだ。ジャーヒズの他の著作では称賛されている人物も、けちな人物として笑いの対象にされている。また、当時のバスラやバグダードの生活を知る貴重な記録でもある。

## 時代背景・著者

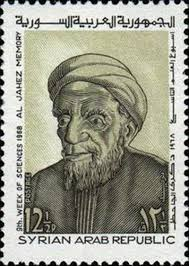
切手に描かれた著者ジャーヒズ

アラブ世界には8世紀半ばから製紙法が伝わり、紙の生産が普及した。知識の伝達の中心だった口承に代わって文字による伝達が優勢となり、9世紀には書籍が急増して出版市場が形成された。それまでの読み書きは書記官や秘書が中心だったが、書籍を手にする教養を持つ新たな読者層が増えた。前者はハーッサ、後者はアーンマと呼ばれた。書籍に関係する業者はワッラークと呼ばれ、出版や販売を行うワッラークは人々を楽しませる創作譚を求めた。アラビア語の文芸において、アダブと呼ばれる教養文学は笑話（nādira、fukāhāt）や小話（nawādir。奇談の意味もある）を含んでおり、こうした話を座談やサロンで語ることも広まった。ユーモアがある文芸作品はハズル（hazl）と呼ばれ、本書もその中に含まれる。
軍事拠点として7世紀に建設されたバスラは、アッバース朝の初期にペルシア湾で最大級の貿易都市になった。インド洋沿いの諸国やアフリカ、中国の品物も運ばれ、繁栄するバスラにはさまざまな人々が暮らしていた。9世紀の文人であるジャーヒズはバスラの出身で、バグダードを中心に著述活動をした。ジャーヒズは一般読者から職業文人までの幅広い読者層を想定し、特定のジャンルに限らずに執筆を行った。その著作はハーッサからアーンマまでの広い層に適していると評された。ジャーヒズは特定のテーマを設定し、テーマに沿った人物を登場させる表現にも長けていた。本書でも、そのテクニックが使われている。

## 内容
執筆時期は、ジャーヒズの晩年の頃といわれている。登場人物にペルシア人が多いため、ペルシア人の優越性を主張するシュウビーヤ思想に対抗する意図があったとする解釈もあるが、アラブ人も同様に笑いの対象にされている。バスラ出身のジャーヒズは、バグダードで本書を執筆しつつも、主にバスラの人々の生活を描写している。伝聞した出来事の他に、ジャーヒズ自身が経験したり目撃したことや、出所が不明な出来事も含まれている。

### 構成
逸話を集めた基準として、話の一部を聞いてすぐに分かる有名な話は選んでいないと序文に書かれている。当時の民間伝承や笑い話で有名だった人物の逸話は収録されていない。ジャーヒズは根拠がない逸話の創作や登場人物を使うことも批判している。
またジャーヒズは、登場人物の情報は話の面白さに影響を与える構成要素だとして、次のように論じている。

### 逸話の例

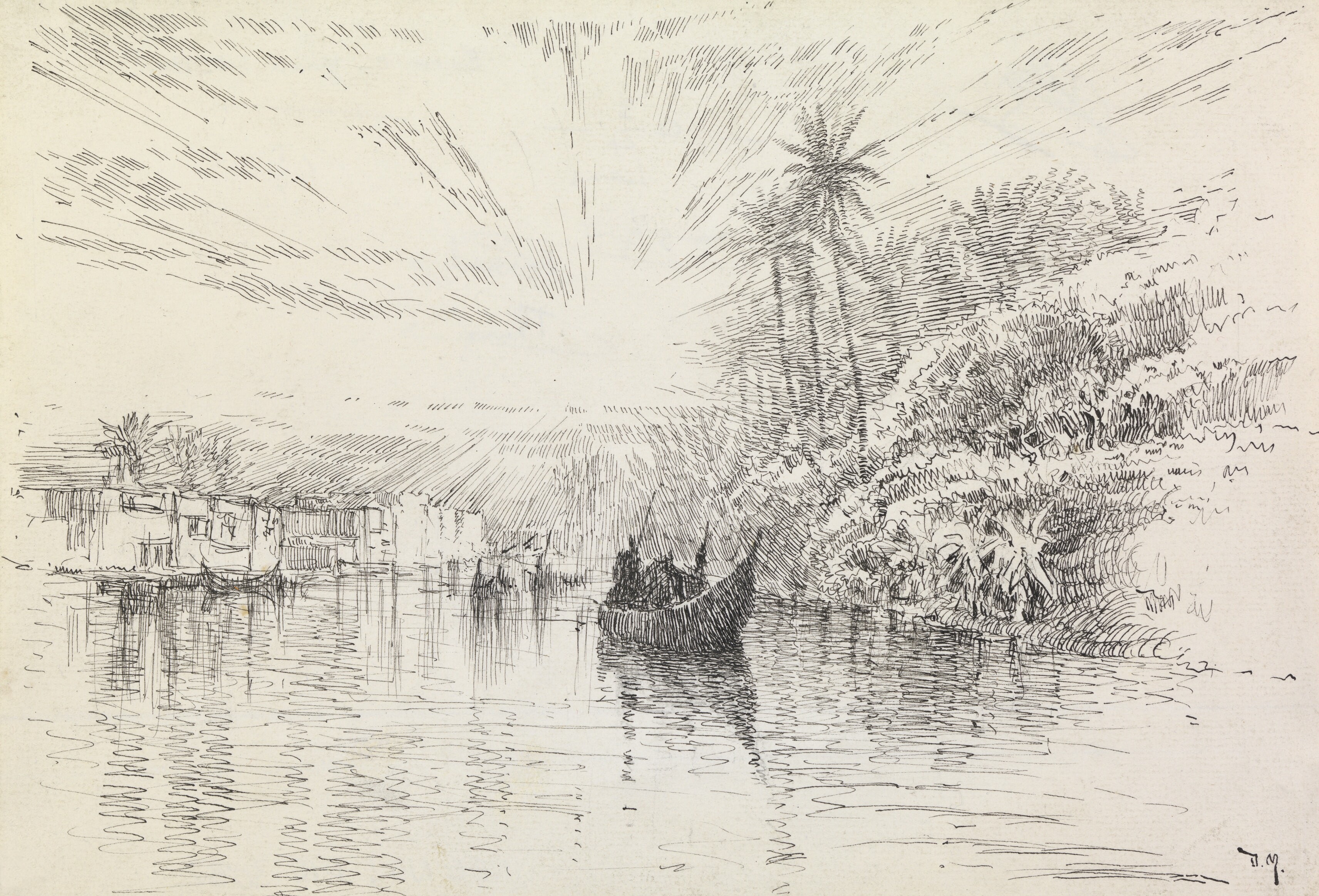
運河や水路が流れていた当時のバスラ東部はヴェネツィアにたとえられることがある。本書にもバスラの水利に関わる逸話がある

本書で1章が割かれている人物として、ハーリド・ブヌ・ヤズィードがいる。大金持ちでありながら「ただもらいのハーラワイヒ」というあだ名を持っており、ある時は乞食に銅貨を恵んだつもりで銀貨を渡し、慌てて銅貨に取りかえた。そのやり方がイスラームの教えに合わないと知人に注意されたハーリドは、自分は若い頃に乞食たちと付き合っていたからこういう連中には詳しいし、銀貨などもったいないと言って自分の犯罪歴を明かしたという。
食事についての逸話としては、価値がある食べ物を奴隷・子供・女性らの手の届かないようにした者や、何事も自分がふるまった鶏肉を基準にして、「それは、そなたにあの鶏肉を提供した1年後でした」などと言う者が登場する。また、他人の食事について、質素で知られるカリフのウマルの食生活と比較して「なんと忌々しい、ウマル様の食生活とかけ離れている」などと説教をした者もいる。
頼まれ事や施しについての逸話としては、「全ての依頼を聞くことはできないから、あなたの頼みも聞けない」と言い訳をする者や、馬の嫌がる音を出して遊牧民の来客を近寄らせない者、借金を頼まれた時に「金の持ち合わせはないが、あなたが小言を言いたい人物がいるなら望み通りの批判をしてあげよう」と返事をした者もいる。
けちの助言では「1枝分の木の実も無駄にせぬよう。これで1人のムスリムを1日分養える」と言う者や、絶命直前に「一度手に入れた銀貨は絶対に離すな、これが父の最後の言葉だぞ」と言い遺した者もいる。
バスラの東部にはティグリス川から引いた運河が張り巡らされ、邸宅や庭園が並ぶ快適な区画もあった。しかし夏のバスラはティグリス川の水量が減って運河が干上がり、飲料水も不足し、塩分が混じった井戸水は家畜が嫌がるほどの味だった。バスラの水不足についての悲喜劇も本書には記されている。

### 文人たち
ジャーヒズは『表現と表明の書』や『動物の書』などの著書で文人たちの文献を引用し、博識さに賛辞を送っている。しかし本書では、他の著書で好意的に描かれた文人たちの吝嗇について述べている。本書の文人の逸話は、他の文献にはほとんど存在せず、読者になじみのない話を収録するというジャーヒズの方針がうかがえる。
サフル・イブン・ハールーン（Sahl b. Hārūn）は宮廷書記官・詩人であり、カリフのマアムーンが統治した時代には知恵の館の前身ともいわれる「知恵の庫」の長官を務めた。サフルは詩や演説に優れていたことで知られるが、本書では自らの吝嗇を正当化するために預言者、正統カリフ、イマームらの言葉を援用しており、読者の笑いを誘うように書かれている。アブル・アスワド・アッ＝ドゥアリー』はアリーに仕えた文法学者・詩人で、文法学の祖ともいわれている。ジャーヒズの他の著作では実直さが評価されているが、本書では他人に食事をふるまう事を避けようとする吝嗇ぶりが描かれている。スマーマ・イブン・アシュラスはムウタズィラ派の神学者でカリフの相談役を務めたこともあり、ジャーヒズは別の著作でスマーマの雄弁を讃えている。しかし本書では不寛容で了簡の狭い言動が取り上げられている。アブル・フザイルもムウタズィラ派神学者で、同派において神の属性論、原子論的存在論、宇宙論を開拓した人物だが、本書ではジャーヒズ自身が登場する逸話によってけちの数々が明かされる。アスマイーは知識と記憶力に優れており、詩歌と語彙の分野で活動した。言語関係の伝承においてはイスラーム初期の学者のほとんどがアスマイーに依拠しており、ジャーヒズにも影響を与えている。しかし本書ではそうした業績への敬意はなく、金銭や食物にけちな様子が描かれている。

## 評価・影響
本書の評価については、（1）富に執着する中産階級を諷刺する作品である、（2）ペルシア人のシュウービーヤ思想に対する作品である、などがある。本書が影響を与えた著作として、イブン・アブドラッビヒの『類稀なる首飾り』、ヌワイリーの『目的の究極』 （Nihāyat al-Arab fī Funūn al-Adab）、ハティーブ・バグダーティーの『けちんぼども』 （al-Bukhalā’）などがある。イブン・クタイバは『話の泉』 （’Uyūn al-Akhbār）で、ジャーヒズから引用の許可を受けたとして約20話を紹介している。

### 研究、翻訳
本書の校訂原文を最初に作ったのはオランダのヘルロフ・ファン・フローテンで、欧米における研究の出発点となった。ファン・フローテンの校訂本をもとにして、フランスのマルセー（William Marçais）の論文、ドイツのレシエル（Oskar Rescher）の訳註書が書かれた。アラブ世界では、ダマスクスのアラブ学士院と、カイロのアフマド・ル・アワーリミー・ベイとアリー・ル・ガーリム・ベイの訳註書が出た。1948年にターハー・ル・ハージリーが発表した訳註書は、ジャーヒズ以降の著作家の引用を集めて比較検討し、ジャーヒズの原文を訂正した内容で労作として評価されている。その他にシャルル・ペッラの研究や翻訳がある。